# Hoplitis singularis
Hoplitis singularis är en biart som först beskrevs av Morawitz 1875.  Hoplitis singularis ingår i släktet gnagbin, och familjen buksamlarbin. Inga underarter finns listade i Catalogue of Life.